# Кашина Мађо (Комо)
Кашина Мађо је насеље у Италији у округу Комо, региону Ломбардија.
Према процени из 2011. у насељу је живело 76 становника. Насеље се налази на надморској висини од 340 м.